# Vault-Tec
Корпорація Vault-Tec, також відома як Vault-Tec і іноді Vault-Tec Industries, — це вигадана оборонна мегакорпорація з постапокаліптичної франшизи Fallout. По всій території Сполучених Штатів Vault-Tec створювала фінансовані урядом великі радіаційні сховища, які слугували б для укриття цивільних осіб і дозволяли продовжувати життя людства під час загрози ядерної атаки. У більшості цих сховищ, керованих наглядачами, компанія Vault-Tec проводила експерименти над людьми без їхньої згоди чи відома, починаючи від здебільшого нешкідливих до тривожних і нелюдських.

## Концепція та дизайн
Vault-Tec — це довоєнна оборонна мегакорпорація, відповідальна за створення сховищ, представлених у серії ігор Fallout. Мета проведення експериментів на людях над мешканцями виникла як ідея співавтора Fallout Тіма Кейна після випуску першої гри Fallout у 1997 році. Попри гасло «революціонізуюча безпека для невизначеного майбутнього», Vault-Tec постійно зображується як корумпована, безсовісна корпорація з тематикою необмеженого капіталізму.

### Сховища
Vault-Tec створила сховища по всій території Сполучених Штатів за допомогою державного фінансування. Ці сховища мали слугувати великими радіаційними сховищами, які використовувалися б для розміщення цивільних осіб і дозволяли б продовжувати людське життя в умовах, коли США опинилися під безпосередньою загрозою ядерного нападу. Цими сховищами керував наглядач, а Vault-Tec проводила експерименти на людях без їхньої згоди чи відома, які були від в основному нешкідливими до тривожних і нелюдських. Загалом Vault-Tec створила 122 сховища, 17 з яких були «контрольними сховищами» або сховищами, створеними не для експериментів з людьми. Vault-Tec отримувала дохід від продажу зарезервованих місць у цих сховищах. Для того, щоб продати себе на ринку, Vault-Tec виготовляла різні продукти, такі як ланчбокси та хитайголови.

## Технологія та ідентичність
Pip-Boy, переносний комп'ютер від RobCo Industries, спочатку був створений для довоєнного використання та використання в сховищах, причому багато налаштувань пристрою використовувалися для мешканців сховищ Vault-Tec через те, що Pip-Boy видається кожному мешканцю. Корисні функції Pip-Boy також дозволили використовувати його у пустці. Fallout 4 містить дві гри, створені Vault-Tec, які можна грати на Pip-Boy, одна з яких під назвою Red Menace є пропагандистською грою проти Китаю.
Vault-Tec створила V.A.T.S., або Vault-Tec Assisted Targeting System, спеціальну бойову систему, представлену у Fallout 3 і представлену в усій серії. Бойова система дозволяє гравцеві випадково поцілити в певну кінцівку ворога. Fallout 76 використовує технології, створені Vault-Tec, такі як портативні пристрої CAMPS, і GECK (Garden of Eden Creation Kit).
Ідентичність Vault-Tec яскраво представлена Vault Boy, талісманом корпорації.

## Поява
Перші творіння Vault-Tec з'явилися в першій грі Fallout, де гравець походить із Сховища 13, одного з багатьох, створених Vault-Tec. Хоча концепція Vault-Tec щодо проведення експериментів на людях ще не була розроблена, у Сховищі 13 все ще були залишки існуючої концепції, оскільки Наглядачам було доручено утримувати своїх мешканців у сховищі, незважаючи ні на що, якомога довше.
Історія Vault-Tec сформулювалася з випуском Fallout 2, у якому Кейн описав одне зі сховищ як «контрольне сховище», пояснюючи це тим, що дає компанії «ціль, окрім просто „давайте врятуємо частину американського населення, а потім випустити їх назад у радіоактивну мертву зону“.
У Fallout 4 гравець проходить послідовність інструкцій, де він потрапляє до Сховища 111 і, як частина експерименту Vault-Tec у цьому сховищі, стає кріогенно замороженим на два століття. У грі також є пакет розширення Vault-Tec Workshop, у якому гравець має можливість побудувати та налаштувати спочатку порожнє Сховище 88.
У Fallout Shelter гравець будує власне сховище та керує ним.
У Fallout 76, дія якого відбувається в Західній Вірджинії, гравець є мешканцем Сховища 76, одного з 17 „контрольних“ сховищ. Згідно з журналом у Fallout 3, один із працівників Сховища 76, помічник генерального директора Vault-Tec, був викрадений прибульцями. Vault-Tec керує закладом у районі, відомому як Університет Vault-Tec, який має симуляційне сховище для навчальних цілей.

### Будинки та споруди Vault-Tec
Деякі з будівель і споруд Vault-Tec були представлені в серії. Штаб-квартира Vault-Tec є орієнтиром у Fallout 3, дія якого відбувається у Вашингтоні, округ Колумбія, а регіональний штаб Vault-Tec, штаб-квартира Vault-Tec у Бостоні є орієнтиром у Fallout 4. Крім того, „Серед зірок“ — це атракціон парку розваг Vault-Tec у пакеті розширення Fallout 4: Nuka-World. Університет Vault-Tec також є пам'яткою у Fallout 76. Телесеріал Фолаут також показує, що Vault-Tec має штаб-квартиру в Каліфорнії.

### Телесеріал Фолаут
Vault-Tec фігурує в телевізійній адаптації Fallout 2024 року. Він детальніше розповідає про довоєнні корпоративні події, вносячи значний внесок у сюжет серіалу. Чотири їх сховища були представлені в серії: три сусідніх сховища, Сховище 33, Сховище 32 і Сховище 31, а також Сховище 4. Люсі МакЛін (Елла Пурнелл), мешканка Сховища 33, вирушає на пошуки свого батька-наглядача Генка МакЛіна (Кайл МакЛахлан), якого викрали під час рейду Нової Каліфорнійської Республіки під проводом Лі Молдавера (Сарита Чоудхурі). Одна з найперших згадок про саму корпорацію відбувається у другому епізоді, де перебіжчик з Анклаву Зіґґі Вільзіг (Майкл Емерсон) приймає „Vault-Tec Plan D“, ціанідну пігулку, яку він описав як „найгуманніший продукт Vault-Tec“ з коли-небудь створених». Пізніше в шоу стало відомо, що Vault-Tec, на чолі з представницею Барб Говард (Френсіс Тернер), була відповідальна за початок Великої війни, скинувши ядерні бомби на територію Сполучених Штатів. Високопоставлені співробітники корпорації, включаючи Генка, були кріогенно заморожені всередині Сховища 31, як виявив Норм МакЛін (Мойзес Аріас).
Шоу показало великоднє яйце, надавши номер телефону Vault-Tec через актора кастингу реклами в шоу та представника Vault-Tec Купера Говарда (Волтон Гоггінс), з яким глядачі могли зв'язатися.

## Просування та мерчендайз

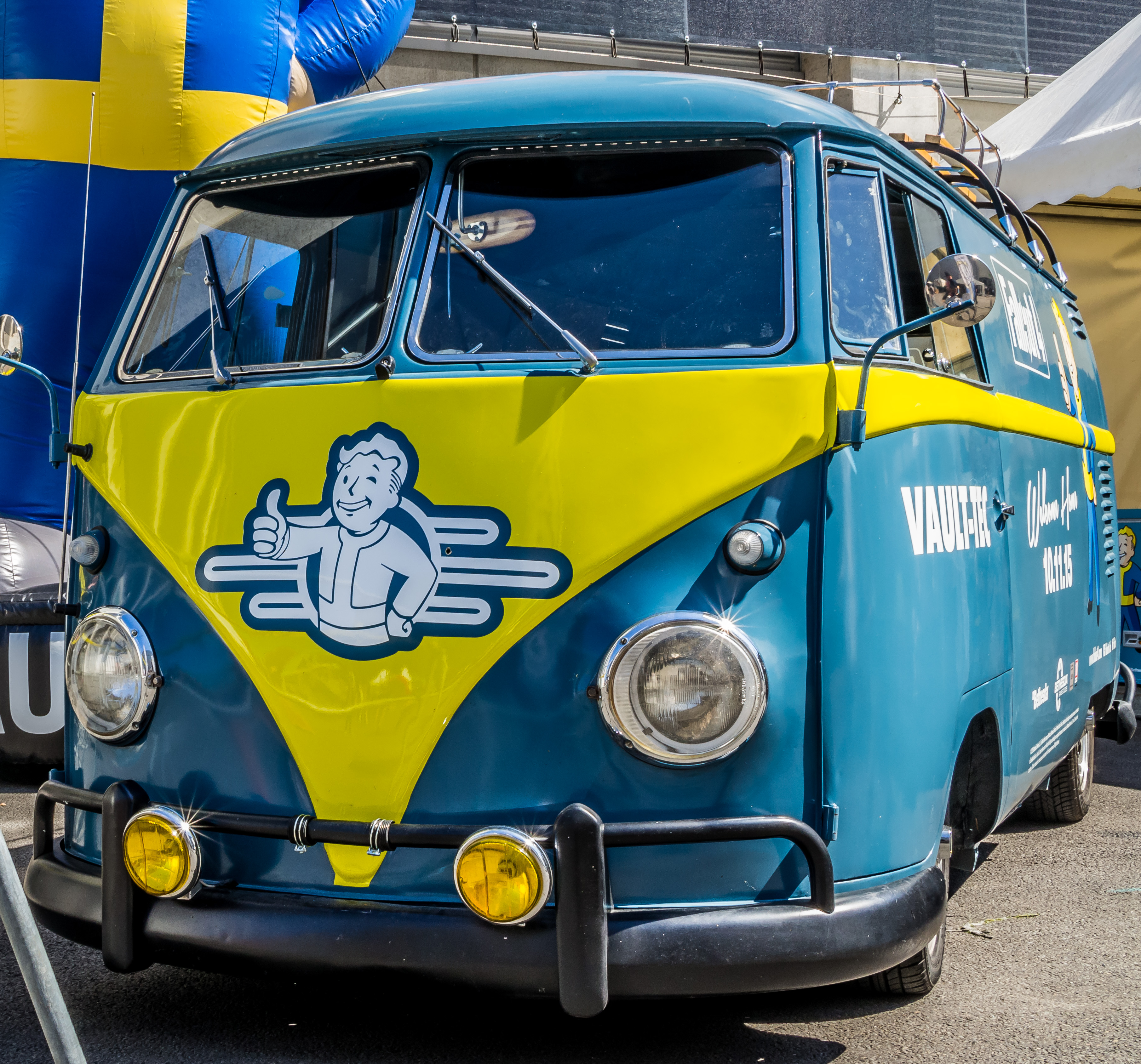
Тематичний фургон Vault-Tec на Gamescom 2015

У 2008 році в рамках маркетингової кампанії Fallout 3 була випущена колекційна версія гри, яка включала ланч-бокс Vault-Tec. У 2019 році компанія NZXT випустила обмежену серію тематичного комп'ютерного корпусу Vault-Tec обмеженою кількістю 1000 одиниць. Наступного року Bethesda у співпраці з компанією Noblechairs, що випускає ігрові крісла, випускає крісло Vault-Tec Edition.
Після випуску серії Fallout 2024 Arizona Beverage Company випустила енергетичні напої Fallout і Vault-Tec на тему холодного чаю. Gunnar Optiks також випустила окуляри на тему Vault 33.

## Критика
Vault-Tec потрапив до кількох найкращих списків злодійських корпорацій у сфері відеоігор, зокрема The Guardian, GamesRadar+, PC Gamer, і TheGamer. Сара Мілнер з Polygon описала Vault-Tec як «мало зацікавлену в порятунку населення — її корпоративне керівництво грало в довгу гру, використовуючи більшість Сховищ для проведення соціальних експериментів і наукових досліджень, вільних від обмежень правил або етики.»